# Rue Vernet
La rue Vernet est une voie du 8e arrondissement de Paris.

## Situation et accès
Elle commence rue Quentin-Bauchart et se termine avenue Marceau.
Le quartier est desservi par la ligne 1 à la station George V.

## Origine du nom

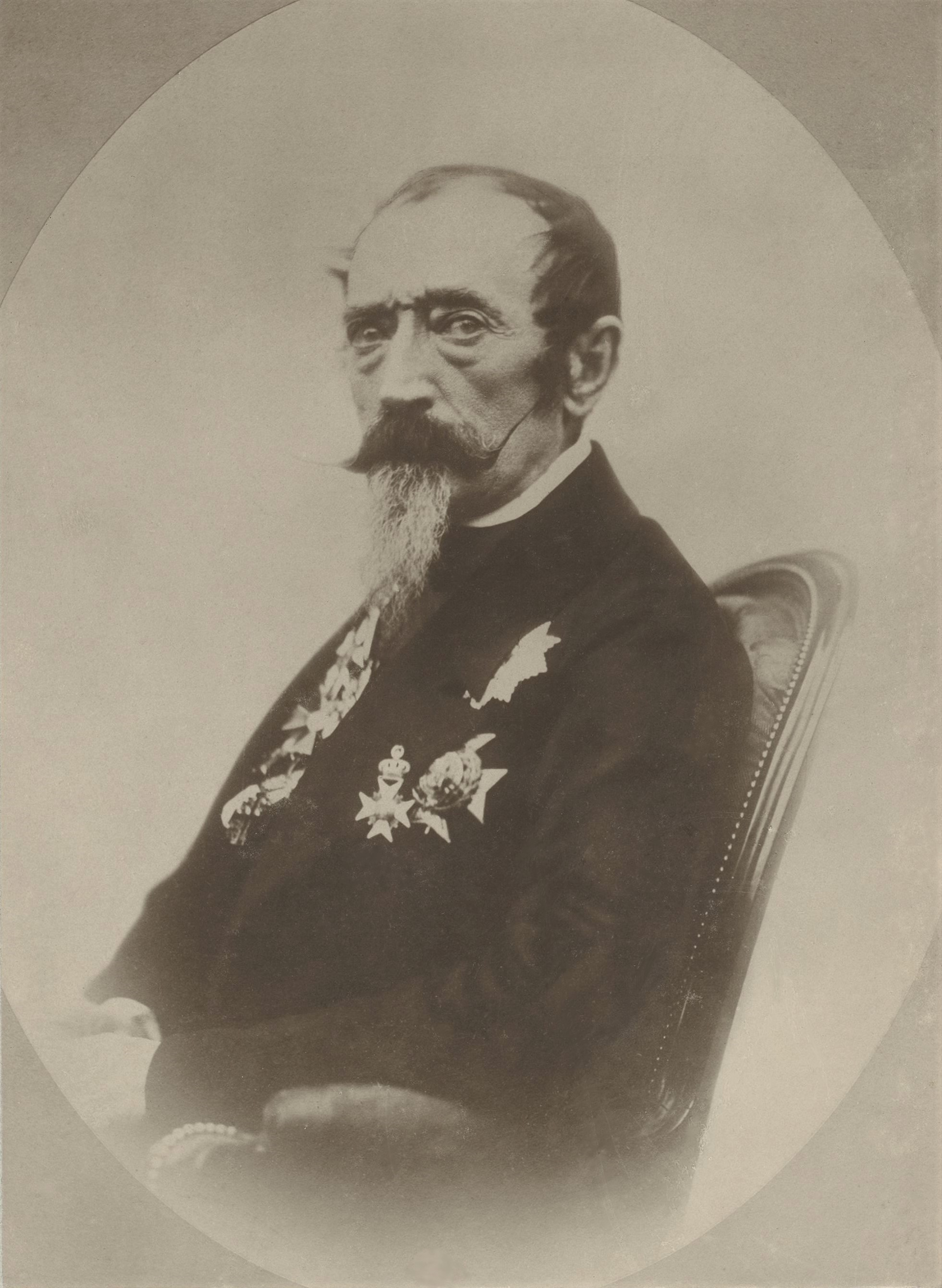
Portrait d’Horace Vernet, par Adrien Tournachon (1858).

Elle porte le nom de la célèbre famille de peintres français : Claude Joseph Vernet, son fils Carle Vernet, et le fils de ce dernier Horace Vernet (1789-1863).

## Historique
La rue Vernet a été formée sur l'ancien « chemin des Vignes », qui existait depuis le XVIIe siècle, et une partie de l'ancien « promenoir de Chaillot », créé en 1777. Selon l'historien de Paris Jacques Hillairet, c’était un long et large terre-plein ombragé et gazonné, en contre-haut de l’avenue des Champs-Élysées. Les Parisiens appréciaient cette promenade pour s’assoir et manger sur l’herbe.
La partie comprise entre la rue de Bassano et l'avenue Marceau fut ouverte de 1848 à 1866 sur l'emplacement de l'ancien Château des Fleurs, établissement de plaisirs rival du bal Mabille. L'entrée faisait face à la rue du Château-des-Fleurs (actuelle rue de Bassano). L'établissement fut détruit pour permettre le prolongement de la rue de Bassano à travers les terrains de l'hospice Sainte-Périne.
La rue des Vignes a reçu en 1864 le nom de « rue Vernet ».

## Bâtiments remarquables et lieux de mémoire

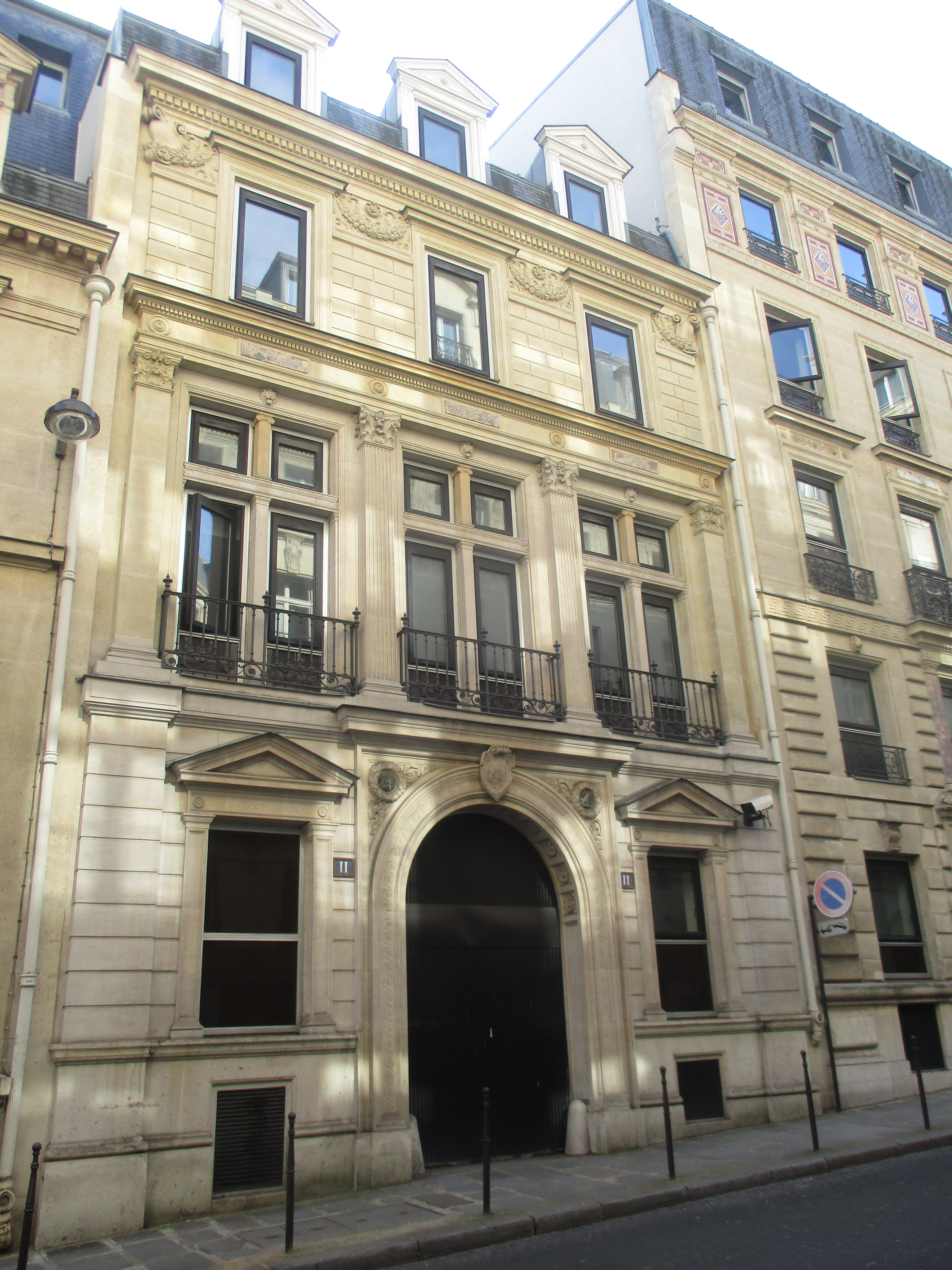
Hôtel particulier au 11, rue Vernet.

- No 2, croisement avec la rue Quentin-Bauchart : arrière de l'hôtel Fouquet's Barrière (entrée 46 avenue George-V). Conçue en 2006 par l'architecte Édouard François, la façade présente un immeuble haussmannien de couleur grise en trompe-l'oeil, percé de fenêtres indépendantes des lignes classiques du bâtiment[3].
- Nos 6-10, entre le croisement avec l'avenue George-V et celui avec la rue de Bassano : arrière d'un complexe immobilier inauguré en 1931, dont l'entrée principale est le 101 avenue des Champs-Élysées. Une restructuration dans les années 1990 conduit à la destruction d'un bâtiment haussmannien à l'angle de la rue Vernet et de l'avenue George-V et la construction d'un nouvel édifice s'intégrant au reste de l'îlot de 1931. Depuis 2005, magasin amiral de Louis Vuitton[4].
- No 9 : hôtel appartenant à M. Demachy (en 1910)[5].
- No 11 : hôtel particulier. « Tardif exemple du néo-classicisme, cet immeuble pourrait dater des années 1850 ; il porte en fait la date de 1880. Pourrait avoir le même auteur que l'hôtel suivant[6]. »
- No 11 bis : immeuble construit par l'architecte Paul Sédille vers 1880[6].
- No 25 : hôtel Vernet (restaurant avec verrière d' Emmanuel Marie Joseph Champigneulle et Gustave Eiffel), construit en 1913 par Albert-Joseph Sélonier, signé en façade. Réquisitionné (avec le 23, remplacé depuis) par les Allemands de 1940 à 1944.
- No 29 : hôtel de la comtesse de Brye (en 1910)[5]. Jean d'Orléans, duc de Guise, y naît le 4 septembre 1874.
- No 33 : « L'hôtel de la comtesse de Cossé au 33, est occupé jusqu'aux mansardes par des gens que passionnent les problèmes du tabac en feuilles. Mme de Cossé a fui Paris et ses bouleversements et est allée se réfugier dans son domaine du Var. Mais avant la dernière guerre, on était assuré de la trouver toujours chez elle, rue Vernet, dans son atelier. Passionnée de peinture, elle a en effet donné à cet art la plus grande partie de son temps, composant des toiles pleines de grâce. Et puis, sa santé fragile lui fit mesurer ses sorties, mais sa retraite était animée par un groupe d'amis fidèles, parmi lesquels on retrouvait toujours Mme de Béhague, la comtesse Lafond[7] et M. Carlo Placci, un Italien plein d'esprit, dont la verve intarissable animait les réunions de la rue Vernet[8]. » Propriété de la SCI AKN World Investment[9], l'hôtel particulier est aujourd'hui occupé par une crèche interentreprises, gérée par l'entreprise People and baby[10]. La SCI AKN World Investment a pris soin de conserver le cachet intérieur et extérieur du bâtiment, de style Eiffel.
- No 35 : ancien hôtel de La Renaudière (1860) devenu hôtel Coleman (de 1898 à 1915)[5] « Mme Coleman, née Roseline Parent, avait fait percer une porte secrète donnant sur l'avenue Marceau et qui lui permettait d'introduire chez elle qui elle voulait sans avoir à subir le contrôle de son concierge. Cette demeure, léguée à ds sociétés de secours aux victimes du devoir et à des sociétés de sauvetage, été vendue en 1918 à Mme Mugnier et est maintenant la propriété de sa fille, Mme Grandjean. Sir Eric Drummond l'occupa de 1921 à 1937, alors qu'il était attaché au secrétariat de la SDN. Il est occupé aujourd'hui [1954] par la maison Louis Vuitton[11]. »

### Bâtiments détruits
- No 1 : hôtel de Mme A. Darblay (voir le 44, avenue George-V) en 1910[12].
- No 25 : hôtel de M. R. Étienne (en 1910)[5].
- No 37 : hôtel de M. Salomon, propriété de M. Espivent de La Villeboisnet (en 1910)[5].